# Tenrec musaranya cuacurt
El tenrec musaranya cuacurt (Microgale brevicaudata) és una espècie de tenrec. És endèmic de Madagascar. Habita els boscos secs tropicals o subtropicals i els boscos humits de terres baixes tropicals o subtropicals. Està amenaçat per la pèrdua d'hàbitat.